# Ascobolaceae
Ascobolaceae é uma família de fungos na ordem Pezizales. Uma estimativa de 2008 coloca nesta família 6 géneros e 129 espécies.

## Descrição
A maioria dos esporocarpos de Ascobolaceae examinados, são arredondados e sem conídio. Todos os membros desta família de fungos têm um estilo de vida saprófita, alimentando-se de matéria morta ou em decomposição.

## Taxonomia
- Ascobolaceae com 4 géneros diferentes[3]
  - Ascobolus
  - Cubonia
  - Saccobolus
  - Thecotheus

## Exemplos
Ascobolus michaudii e Ascobolus albidus vivem como decompositores nas fezes de grandes mamíferos herbívoros e omnívoros e dependem da sobrevivência destes, devido ao habitat especializado onde habitam.

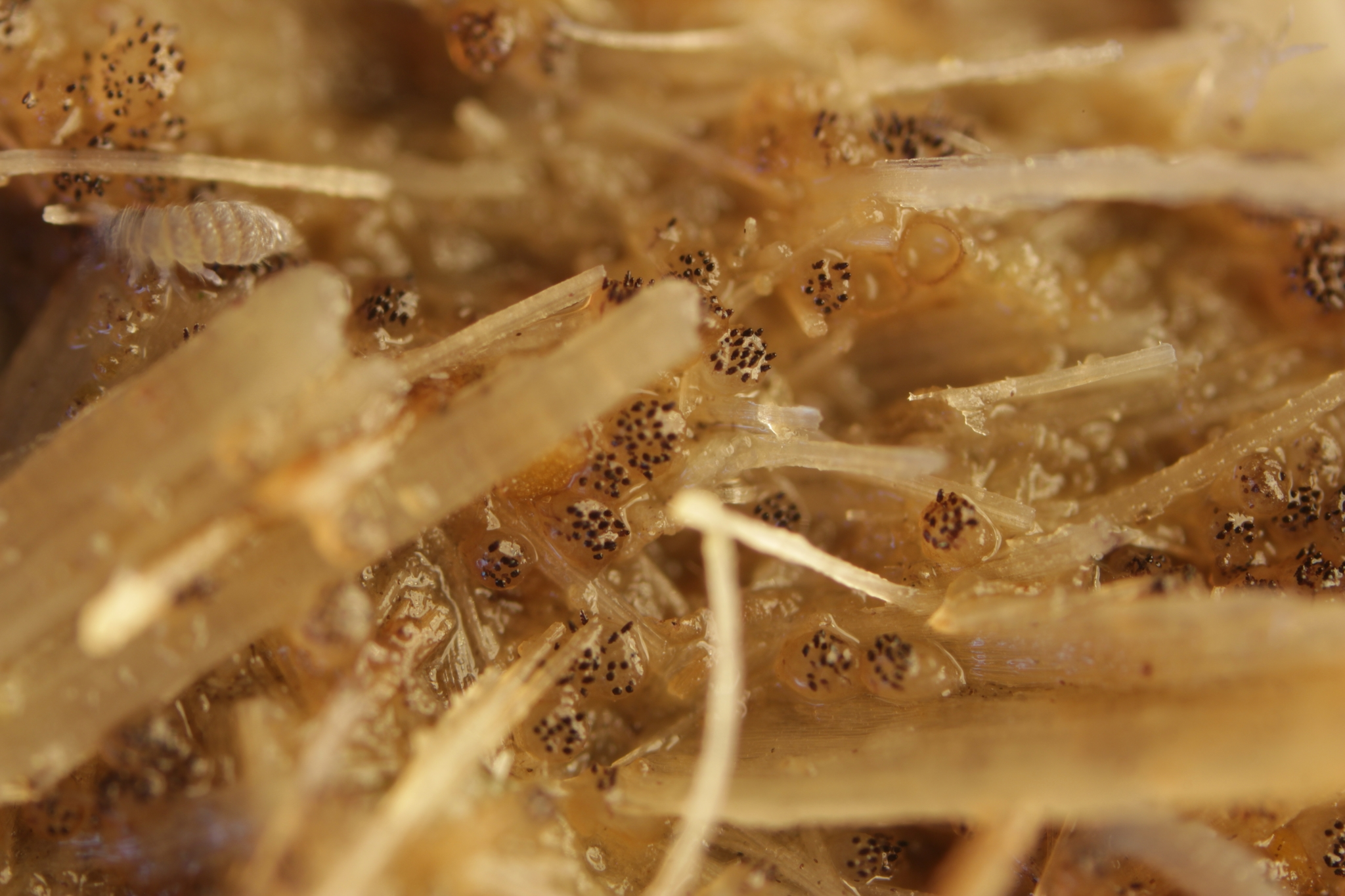
Ascobolus albidus, Parque nacional Sjeverni Velebit
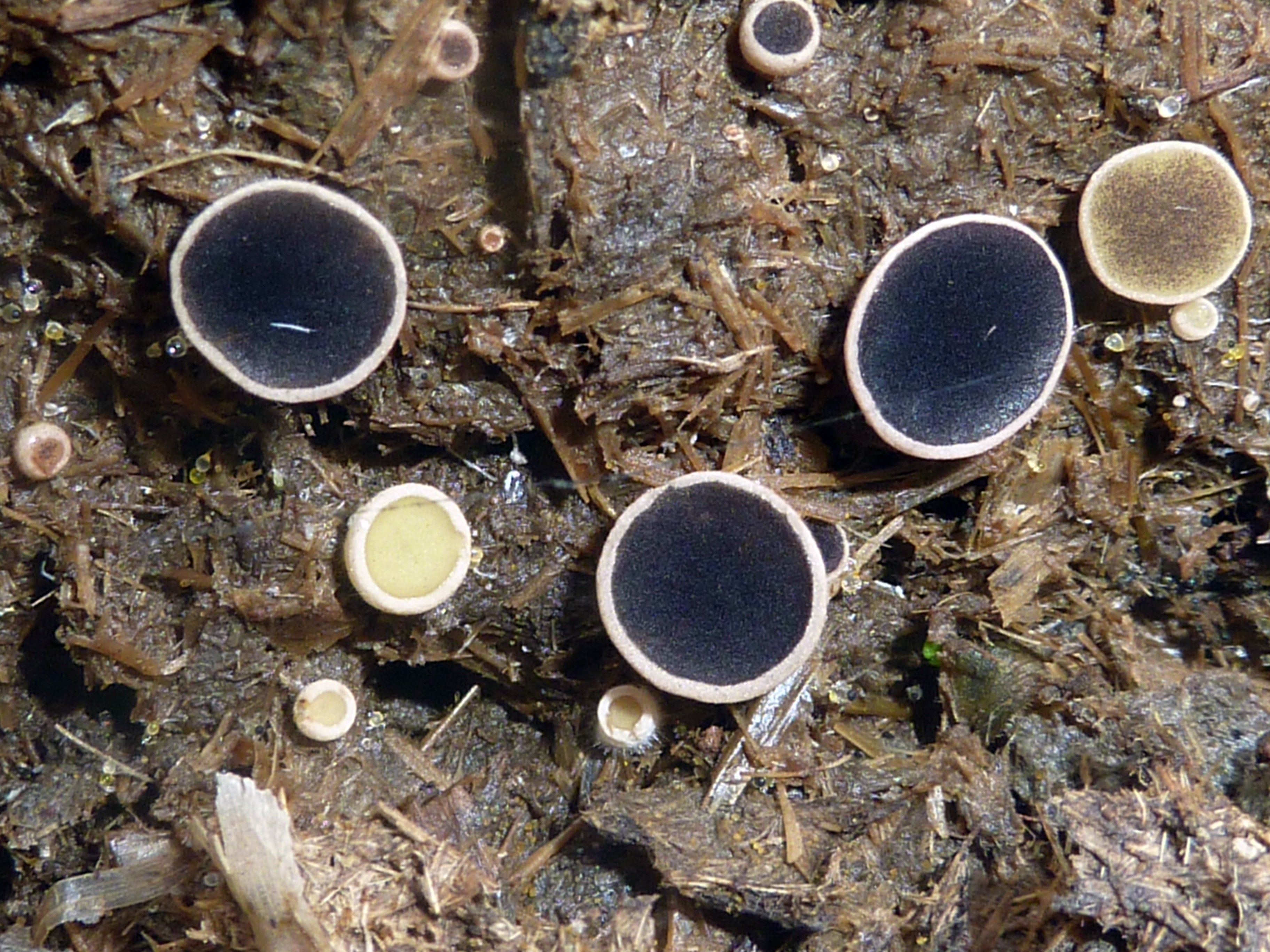
Ascobolus scatigenus
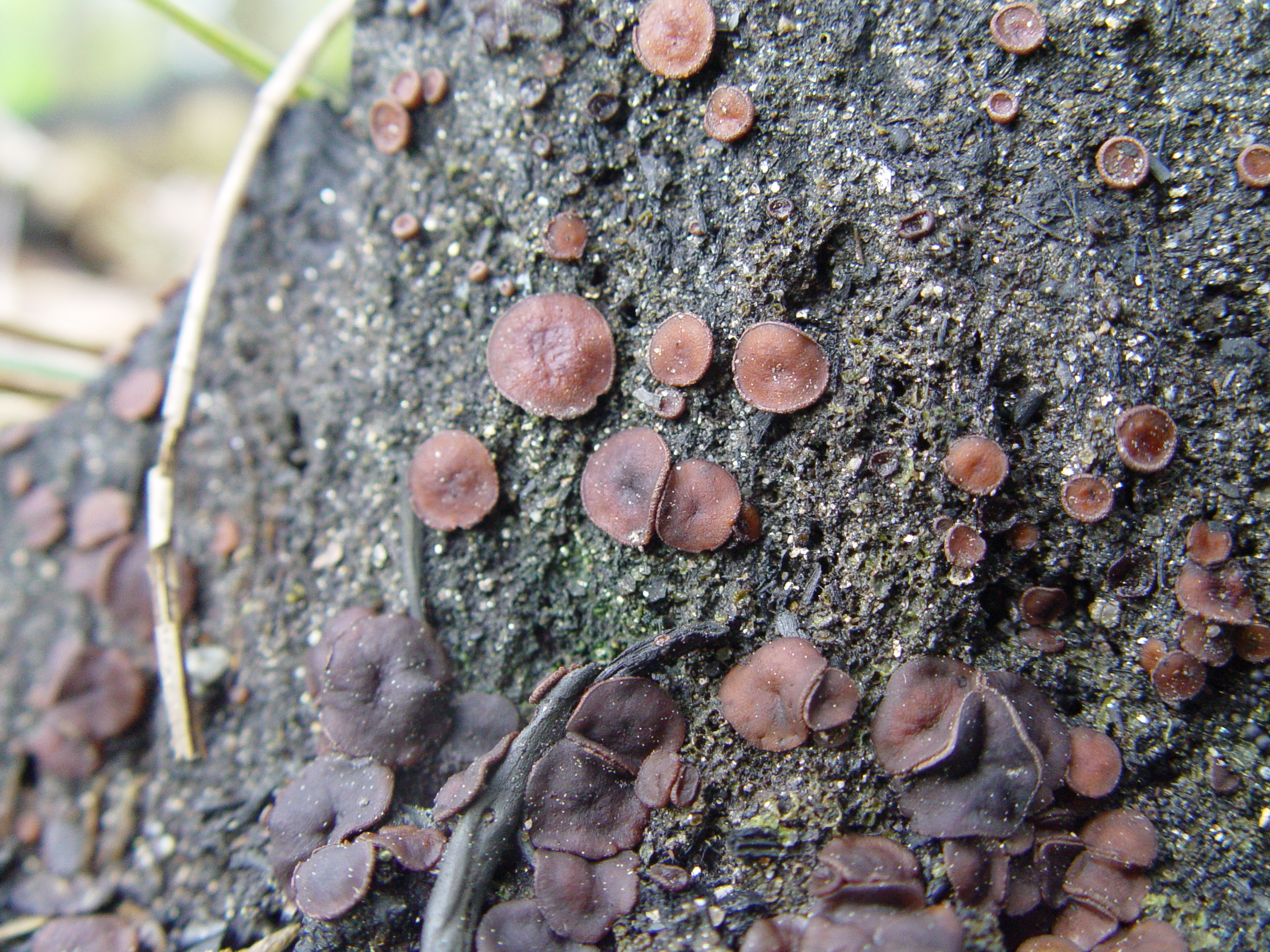
Ascobolus carbonarius em material queimado
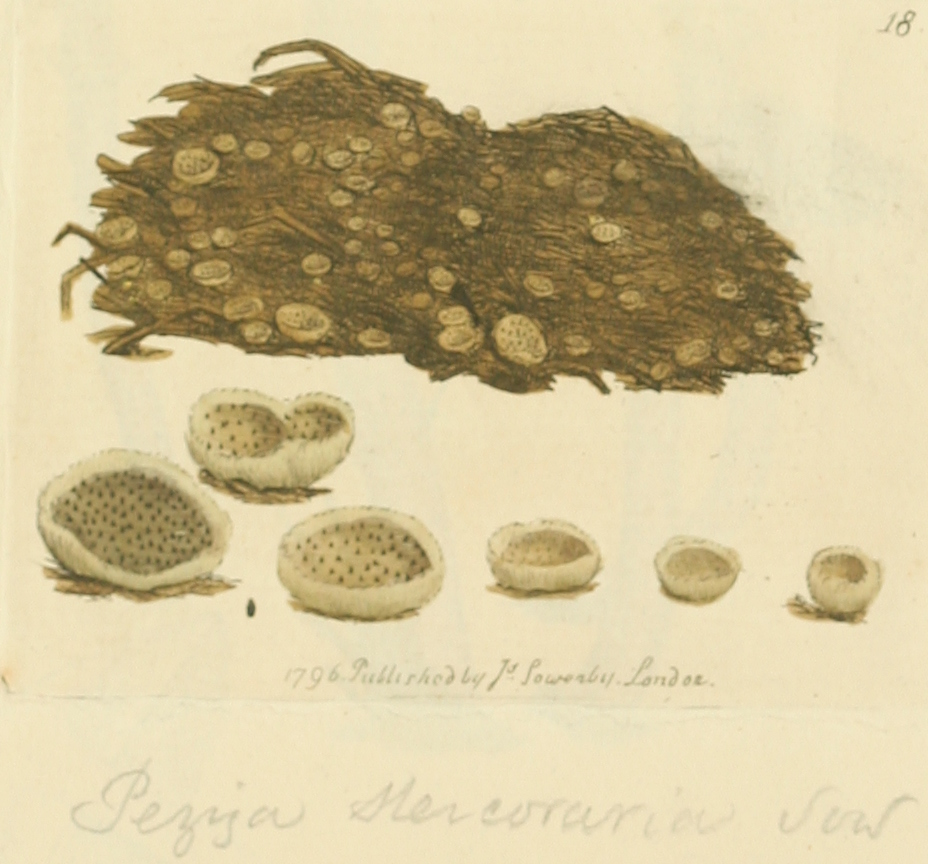
Ascobolus stercorarius:James Sowerbys Coloured Figures of English Fungi or Mushrooms
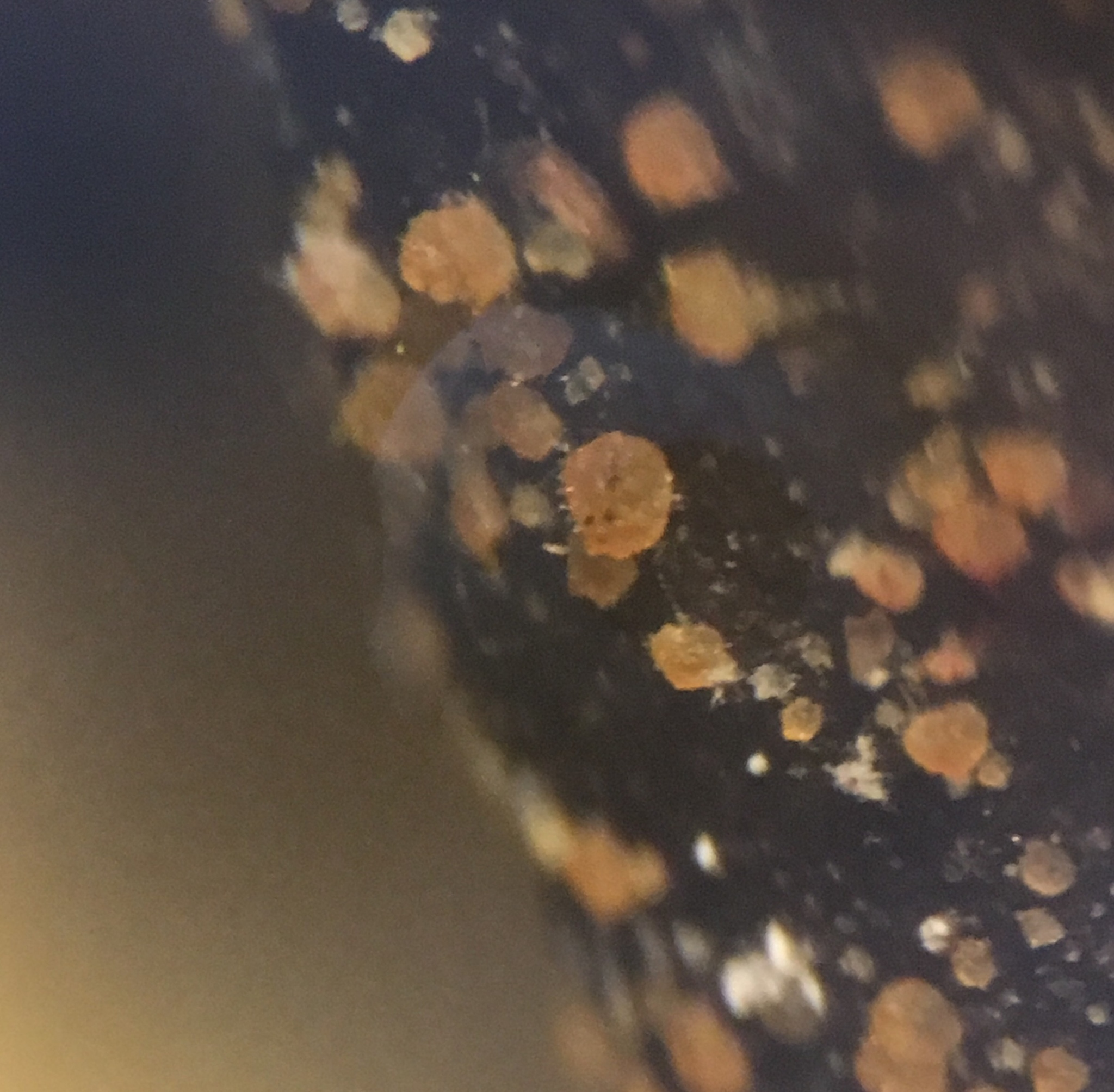
Saccobolus citrinus
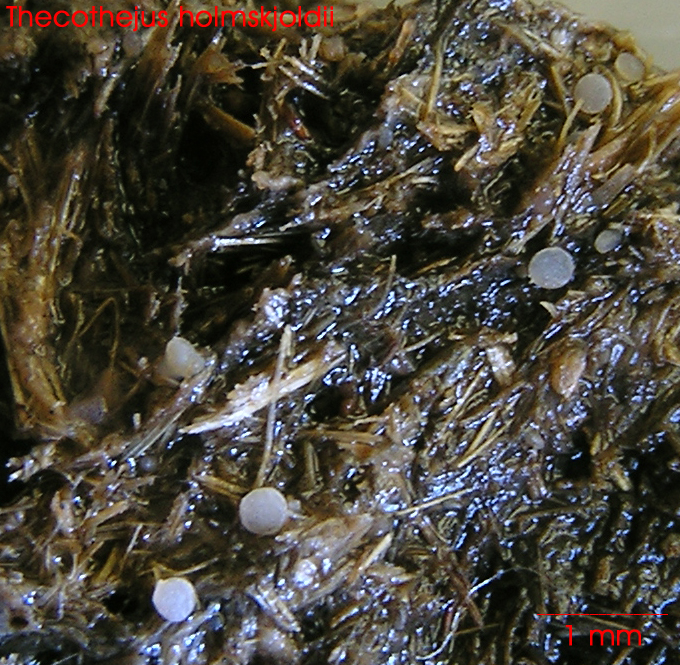
Thecotheus holmskioldii